# Американские Виргинские Острова на зимних Олимпийских играх 2022
Американские Виргинские острова принляли участие в Зимних Олимпийских играх 2022 года в Пекине в восьмой раз за свою историю, пропустив игры в Пхёнчхане. Сборную страны представляла скелетонистка Кэти Танненбаум.

## Результаты соревнований

### Скелетон
Квалификация спортсменов для участия в Олимпийских играх осуществлялась на основании рейтинга IBSF (англ. IBSF Ranking) по состоянию на 16 января 2022 года. По его результатам представители Виргинских Островов не получили квоты на Игры. Квота была получена в результате перераспределения, когда сборная Франции отказалась от лицензии.
Женщины
| Соревнование | Спортсмены      | 1 заезд   | 1 заезд | 2 заезд   | 2 заезд | 3 заезд   | 3 заезд | 4 заезд               | 4 заезд               | Итоговый результат | Итоговое место | Отставание |
| Соревнование | Спортсмены      | Результат | Место   | Результат | Место   | Результат | Место   | Результат             | Место                 | Итоговый результат | Итоговое место | Отставание |
| ------------ | --------------- | --------- | ------- | --------- | ------- | --------- | ------- | --------------------- | --------------------- | ------------------ | -------------- | ---------- |
| женщины      | Кэти Танненбаум | 1:06,48   | 25      | 1:07,36   | 25      | 1:04,84   | 25      | завершила выступление | завершила выступление | 3:16,68            | 25             | —          |